# Sybra pseudolineata
Sybra pseudolineata är en skalbaggsart som beskrevs av Stefan von Breuning 1942. Sybra pseudolineata ingår i släktet Sybra och familjen långhorningar. Inga underarter finns listade i Catalogue of Life.